# Hagyományőrző ünnepségek és szokások Felsőszölnökön
Felsőszölnök a magyarországi szlovének egyik központja. Az itt élők a falu viszonylagos zártsága, illetve történelmi okok miatt megőrizték a hagyományos szlovén népi ünnepségeket és szokásokat.
Az ünnepek vallási időpontokhoz, illetve a természet folyamatos körforgását jelző változásokhoz kapcsolódnak.

## December 6.
Ezen a napon fiatalabb legények, és idősebb férfiak járták a házakat. Öltözékük kifordított bunda és nadrág volt, a derekukra láncokat kötöttek, arcukra álarcot tettek, vagy korommal kenték be.
Fűzfaágakból font korbácsot vittek magukkal, melyekkel pattogtattak, csattogtak a lakott területekhez közeledve, és emellett erős lármát is csaptak.
A megtalált jó gyerekeke cukorral és dióval jutalmazták meg, míg a rosszabbak verést kaptak. A háznál élők röviditalokkal és/vagy borral vendégelték meg az őket felkereső álarcosokat.

## Karácsony
Karácsonykor fiatal gyerekek járták a falut, nyakba akasztható betlehemmel, mely a megszülető Jézust ábrázolta a jászollal, körbevéve a Szent Családdal.
Minden házhoz bekopogtak, ahol a lakókkal együtt imádkoztak, illetve a betlehemesek szent énekeket énekeltek. A kisebb műsor végén a gyerekek almát, diót, édességet kaptak a ház lakóitól, újabban pénzt.

## Újév
Újév hajnalán kisgyerekek járták a falut, hogy vízbe mártott fenyőággal megáldják a lakókat, és az állatokat is. A legkisebbeket az édesapjuk kísérte, akit pálinkával kínáltak, míg az újévköszöntő pénzt kapott. Az újévköszöntő gyermekek 10-12 éves korukig jártak, az ennél idősebb gyerekeket már nem szívesen látták a falusiak.
Az újévi köszöntő szövege:
Zdravi bojte, friški bojte, z eton nouvon leti!
Krüja, vina, fse za dosta, düšno zveličanje pa naj več!
Egészségesek legyenek, frissek legyenek az új esztendőben!
Kenyeret, bort, mindent bőségben, leginkább pedig lelki üdvösséget!
Szokás a szomszédoknál egymás felköszöntése is. Gyakran január elsején bekopogtatnak a szomszédhoz, vagy ismerőshöz, majd egy harmonikával szlovén népi zenét játszva, az ismerősök együtt köszöntik az új évet.
Napjainkban vált szokássá az is, hogy a fiatalok néhány esetben gépkocsival meglátogatják a nem velük szilveszterező hasonló korú ismerősüket is, és ha az még alszik, akkor felkeltik, esetleg hideg vízzel ébresztik. A látogatók általában pezsgővel érkeznek, míg a vendéglátó az otthon lévő alkohollal (pálinka, bor, sör, stb.) kínál.

## Húshagyó kedd
Farsang utolsó napján néhányan jelmezekbe öltöznek, köztük a Farsang és Lénka nevű páros is. Farsangot egy férfi személyesíti meg, arcát harisnyával, vagy álarccal fedi el. Régi, rongyos ruhát húz fel, esetleg kiordított bekecset. A fejére színes szalagokkal teleragasztott süveget tesz, mely a földből kikelő csírákat jelképezi. A nadrágra színes papír- és textil szalagokat varnak. Az egyik kezében pálcát, a másikban egy kilyukasztott fakanálból és egy harisnyából álló perselyt tart, melybe pénzt gyűjt.
Felesége, Lénka (szintén férfi személyesíti meg) kezében seprű és egy fonott cekker van. Ebbe gyűjti az apróbb ajándékokat, fánkot, tojást, kolbászt, stb. A kezében lévő seprűvel söprögeti a jelmezesek mellett az utat, és néha viccesen megdorgálja vele az embereket.
A csoporthoz még több maskarás is tartozhat, és egy harmonikás, aki zenél, erre táncolnak a farsangolók a meglátogatott háziakkal. A tánc során egyfajta szökdelést végeznek, körbe körbe, a részvevőknek minél magasabbra kell emelniük a térdüket, hogy nagyra nőjön a len, és vastag legyen a répa.
Ezen az estén az emberek régen a kocsmákba mentek mulatni, hogy ugyancsak a len és a répa növéséért táncoljanak. Éjfélkor befejeződött a mulatság, és megkezdődött a böjt. Fehér ruhába öltözött Hamvazófehérkék kenték be a mulatozást befejezők arcát korommal, emlékeztetvén őket a böjti időszakra.

## Rönkhúzás
Több vendvidéki településhez hasonlóan, a faluban rönkhúzást is tartottak. Ha a faluban karácsony és hamvazószerda között senki sem házasodott meg, akkor a fiataloknak farsang vasárnap büntetésből egy farönköt kellett elhúzniuk.
Ilyenkor egy szekérre tették a kivágott rönköt, és ezt kellett a faluba húzniuk a nőtlen fiataloknak. A szekér tetejére egy menyasszonynak és vőlegénynek öltöztetett párt ültettek. A menetet farsangi maskarások és egyéb jelmezesek kísérték.
Napjainkban általában már egy-egy falun, vagy területen kell keresztül húzni a kivágott rönköt, eltolva inkább az ünnepség jellegét egyfajta búcsúi ünneplésbe.

## Szüreti mulatság
A falu elejétől felvonulnak a falu központjáig, köszöntve a sikeres szüretet. Ilyenkor szekerekkel, kerti traktorokkal, és egyéb hasonló járművekkel hosszú, és lassú sor indul meg. A sort mindenféle alakoskodó, Farsang és Léna, zenészek, orvosnak, rablónak, kéményseprőnek öltözött emberek kísérik.
A járműveken változatos csoportok foglalnak helyet, asszonykórus, általános iskolai énekkar, kovácsok, must-préselők, tolltisztítók, kukorica-fosztók, stb, akik énekelnek, illetve végzik a saját mesterségüket. A frissen csapolt mustból, a megmaradt óborból az út mellett bámészkodókat, és a szekereket kísérőket is megkínálják.
A menet első szekerén a falu polgármestere és felesége ül díszruhában, harmonikással kiegészülve.

## Nagyszombati tűzgyújtás
Nagyszombat éjjelén a faluban több helyen is tüzeket gyújtanak, és reggelig tartó zenés, mókázós estéket tartanak. A tüzeket méteres hasábfával táplálják, régen a nagyszombatot megelőző héten a fiatalabbak az erdőket járták, és tuskókat ástak ki tüzelőnek.
Az ismerősök a mulatság éjjelén összegyűlnek, együtt iszogatnak. A fiatalabbak karbiddal durrogtatnak. Ilyenkor festékesdobozba, vagy nagyobb fiatalok kétméteres vaságyúkba karbidot raknak, vizet öntenek rá, majd az ágyú fedelét rákalapálják. A fejlődő gáz egy kis lyukon tör ki az ágyú másik végén, amelyet a kellő koncentráció elérésekor meggyújtanak, és az hatalmas hanggal elsül, elrepítve az ágyú tetejét.
Az éjszakai mulatozás általában hajnalig tart, bár gyakran reggel is vannak még durrogtatók. Szokás, hogy a vasárnapi reggeli misén megjelennek az emberek a szombati mulatság után.

## Irodalmi hivatkozások
- Kozár Mária: Felsőszölnök; Száz magyar falu könyvesháza sorozat; ISBN 9639287202; ISSN 1586-0469